# Сухарєва Груня Юхимівна
Груня Юхимівна Сухарєва (11 листопада 1891, Київ, Російська імперія — 26 квітня 1981, Москва, Російська РФСР, СРСР) — радянська науковиця, психіатр, основоположниця дитячої психіатрії в СРСР. Вперше в науковій літературі описала дитячий аутизм (1925). Сула Вольф переклала цей опис в 1996 році для англомовного світу. Заслужена діячка науки РРФСР.

## Життєпис
Груня Сухарєва народилася 11 листопада 1891 року в Києві, в родині Хаїма Файтелевича Сухарєва (? -1941) та Рахілі Йосипівни Сухаревої (? -1951). Сестра — Марія Юхимівна Сухарєва (1897—1991), дитячий інфекціоніст, доктор медичних наук (1946), професор (1947). У 1915 році закінчила Київський жіночий медичний інститут, після чого два роки працювала лікаркою епідеміологічного загону. З 1917 по 1921 роки працювала психіатром у Київській психіатричній лікарні, в психоневрологічній клініці Інституту охорони здоров'я дітей і підлітків. У 1921 році переїхала до Москви, де організувала санаторні та психоневрологічні лікувальні установи для дітей і підлітків.
З 1933 по 1935 роки завідувала кафедрою психіатрії в Харкові. У 1935 році захистила докторську дисертацію. Цього ж 1935 року створила кафедру дитячої психіатрії Центрального інституту удосконалення лікарів, очолювавши її до 1965 року. З 1938 по 1969 рік — працювала на посаді завідувача клініки психозів дитячого віку Інституту психіатрії Російської РФСР (в клініці працювала до 1979 року).
Сухарєва багато років була науковим керівником Московської психіатричної лікарні імені П. П. Кащенка. Була членом правління Всесоюзного, Всеросійського і Московського товариства невропатологів і психіатрів. Також вона очолювала дитячу секцію Московського товариства невропатологів і психіатрів.
Померла 26 квітня 1981 року в Москві. Похована на Востряковському кладовищі. Наказом Департаменту охорони здоров'я міста Москви від 26.03.2015 року № 243 з 18.05.2015 року ім'я Груні Сухарєвої було присвоєно Московському науково-практичному центру психічного здоров'я дітей та підлітків (колишня клініка психозів дитячого віку). Він є провідним профільним медичним закладом з лікування суїцидальних станів у дітей та підлітків до 18 років.

## Внесок у розвиток психіатрії
На початку XX століття дитячої психіатрії як науки в світі не існувало, а нечисленні наукові роботи, присвячені психозам дитячого віку, ґрунтувалися, головним чином, на казуїстичних спостереженнях. Однак цінність цих наукових робіт (де Санктіс, Вейгандт, Геллер) полягала в тому, що вони підтвердили можливість появи і розвитку психозів навіть у дітей раннього віку, давши імпульс до систематичного вивчення клініки психозів дитячого віку. Ці дослідження з 1920-х років були творчо розвинені і збагачені молодою радянською лікаркою-психіатром українського походження Грунею Сухарєвою.
Груня Сухарєва розробила еволюційно-біологічну концепцію психічних захворювань. Вона дослідила вплив фактора вікової реактивності на клінічні прояви при різних психічних захворюваннях у дітей і підлітків. Вперше описала окремі нозологічні форми психічних розладів у дитячому та підлітковому віці. За 20 років до класичних описів дитячого аутизму Лео Каннером та Гансом Аспергером описала подібні стани.
Сухарєва з'ясувала закономірності динаміки шизофренії, впливу на неї гостроти початку і темпу розвитку процесу. Вона вперше виділила три типи перебігу шизофренії: безперервна млява, у формі нападів і змішана. Перший тип клінічного перебігу вона вважала більш характерним для дитячого типу шизофренії, а у формі нападів — більш типовою для початку шизофренії в підлітковому віці. Дослідниця встановила, що тип перебігу шизофренії в більшій мірі відображає особливості її патогенезу, ніж форма захворювання. Сухарєва встановила закономірності взаємозв'язку між типом клінічного перебігу і провідним психопатологічним синдромом, вивчивши вікову еволюцію проявів захворювання. Було встановлено єдність основних закономірностей шизофренії у дітей та дорослих за наявності значних вікових особливостей. Вивчала клінічну картину психозів у олігофренів. Нею була запропонована оригінальна клініко-патогенетична класифікація олігофренії. Роботи Сухарєвої з вивчення пограничних станів, олігофренії, психопатії у дітей і підлітків мають велике значення для дефектології. Вона створила наукову школу дитячих психіатрів (М. Ш. Вроно, В. Н. Мамцева, К. С. Лебединська).

## Основні наукові роботи
- Деянов В. Я., Сухарева Г. Е. Психические нарушения при ревматизме у детей и подростков. В кн.: Труды Государственного научно-исследовательского института Минздрава РСФСР. М 1962; 188.
- Сухарева Г.Е Анализ детских фантазий как метод изучения эмоциональной жизни ребёнка. Киев 1921.
- Сухарева Г. Е. Шизоидные психопатии в детском возрасте. В кн.: Вопросы педологии и детской психоневрологии, выпуск 2. М 1925; 157—187.
- G. E. Ssucharewa. Die schizoiden Psychopathien im Kindesalter. Monatsschrift für Psychiatrie und Neurologie 60:235—261, 1926.
- Сухарева Г. Е. К проблеме структуры и динамики детских конституционных психопатий (шизоидные формы). Журнал невропатологии и психиатрии 1930; 6.
- Сухарева Г. Е. Особенности структуры дефекта при различных формах течения шизофрении (на детском и подростковом материале). Невропатология, психиатрия, психогигиена 1935; IV: II: 57-62.
- Сухарева Г. Е. Клиника шизофрении у детей и подростков. Часть I. Харьков: Госмедиздат УССР 1937; 107.
- Сухарева Г. Е. Клиника эпилепсии у детей и подростков. Проблемы теоретической и практической медицины. М 1938; 234—261.
- Сухарева Г. Е. Психогенные типы реакций военного времени. Невропатология и психиатрия 1943; 12: 2: 3-10
- Сухарева Г. Е. Клинические лекции по психиатрии детского возраста. Т. 1. М: Медгиз 1955; 459.
- Сухарева Г. Е. Клинические лекции по психиатрии детского возраста. Т. II, часть 2. М: Медицина 1959; 406.
- Сухарева Г. Е. Лапидес М. И. О работе психоневрологического кабинета для детей и подростков при психоневрологическом диспансере и детской поликлинике. М 1959.
- Сухарева Г. Е., Юсевич Л. С. Психогенные патологические реакции (неврозы). В кн.: Многотомное руководство по педиатрии, т. 8. М 1965.
- Сухарева Г. Е. Клинические лекции по психиатрии детского возраста. Т. 3. М: Медицина 1965; 270.
- Сухарева Г. Е. Роль возрастного фактора в клинике детских психозов. Журнал невропатологии и психиатрии 1970; 70: 10: 1514—1520.
- Сухарева Г. Е. Лекции по психиатрии детского возраста (Избранные главы). М: Медицина 1974; 320.